# Port lotniczy Ad-Dachla
Port lotniczy Ad-Dachla (ang. Dakhla Airport) (IATA: VIL, ICAO: GMMH) – port lotniczy w mieście Ad-Dachla, w Saharze Zachodniej. Jest to drugi co do wielkości port lotniczy tego kraju.

## Linie lotnicze i połączenia
| Linia Lotnicza  | Kierunek                                           |
| --------------- | -------------------------------------------------- |
| Binter Canarias | 1. Gran Canaria                                    |
| Royal Air Maroc | 1. Agadir 2. Casablanca 3. / Al-Ujun 4. Paryż-Orly |
| Transavia.com   | 1. Paryż-Orly                                      |